# Logor Heliodrom
Logor Heliodrom bio je sabirni logor koji je vodila Hrvatska Republika Herceg-Bosna kraj Rodoča, južno od Mostara, od rujna 1992. do travnja 1994. tijekom bošnjačko-hrvatskog sukoba u sklopu rata u Bosni i Hercegovini.

## Logor
Logor se nalazio kraj Rodoča, u Hercegovini, na mjestu gdje je inače bio heliodrom HVO-a, čija su helikopterska skladišta i garaže prenamijenjena u zatvoreničke ćelije. Prema optužnici Međunarodnog suda za ratne zločine počinjene na području bivše Jugoslavije (ICTY), pripadnici HVO-a držali su muškarce bošnjačke nacionalnosti u logoru od 1992. do travnja 1994. Broj zarobljenika bio je otprilike oko 1.800 u svibnju 1993., da bi u lipnju spao na oko 500. Broj je bio najveći između srpnja i prosinca 1993., kada je HVO u zatvoru držao oko 6.000 Bošnjaka. Nakon toga, prosječan je broj zatvorenika znatno smanjen.
Prema optužnici, HVO je uhitio stotine bošnjačkih civila koji su živjeli u zapadnom Mostaru te ih odveo u Heliodrom, a s pogoršanjem bošnjačko-hrvatskog sukoba uhićeno je još tisuću diljem Hercegovine. Iako su žene oslobođene, HVO nije razlikovao civilne od vojnih zatvorenika. Stanje u logoru je općenito bilo loše zbog prenapučenosti, neprimjerenih sanitarnih i medicinskih uvjeta, loše ventilacije, manjka vode i hrane te velike vrućine tijekom ljeta. Zatvorenici su nekad spavali na betonskom podu zbog nedostatka deka.
Zatvorenici su bili psihički i fizički matretirani. Stražari su ih tukli, osobito kako se sukob s Bošnjacima pogoršavao, a bilo je i slučajeva da su psi čuvari pušteni na neke logoraše. Pojedini su zatvorenici odvedeni u Mostar kako bi vršili prisilni rad, kao što je kopanje rovova ili gradnja vojnih utvrda, ali i skupljanje tijela mrtvih vojnika HVO-a. U najtežim su slučajevima bili prisiljeni hodati ispred snaga HVO-a kao ljudski štit.
Prema procjenama, u logoru je poginulo najmanje 54 zatvorenika, a 178 ih je ranjeno. Kriteriji HVO-a za puštanje zatvorenika na slobodu bili su brak s Hrvaticom ili posjedovanje vize i pisma garancije da će napustiti BiH.
Međunarodni promatrači i humanitarne organizacije u nekoliko navrata nisu imali pristup svim informacijama i uvjetima u objektu. Dana 18. svibnja 1993. pripadnici međunarodnih organizacija koji su posjetili logor nisu dobili dozvolu pregledati sve prostorije sa zatvorenicima.

## Zatvaranje logora
Prema pisanju tjednika Nacional 2001., postoje dokumenti koji jasno pokazuju da je Vlada Hrvatske Republike Herceg-Bosne svojim odlukama utemeljila velike zatvore na Heliodromu, Gabeli, Dretelju i druge logore u Hercegovini te da je na njima potpis dr. Jadranka Prlića, nakon Daytonske mirovne konferencije dugogodišnjeg ministra vanjskih poslova BiH. Takve su tvrdnje upućivale na izravnu odgovomost političara Herceg-Bosne za ratni zločin, prije svega na odgovornost pokojnog Mate Bobana i Prijelazne vlade Jadranka Prlića, proglašene u svibnju 1993. nakon dogovora o provedbi Vance-Owenova plana za BiH. No Prlić je više puta odlučno demantirao informacije o postojanju službenih dokumenata o logorima HVO-a u Hercegovini i srednjoj Bosni te svojoj osobnoj odgovornosti. U Dnevnom avazu od 22. kolovoza 2001. Prlić je izjavio: "Vlada Herceg Bosne nikad nije izdala nalog za formiranje tih logora, ni ičega što bi na njih sličilo."
CNN je objavio reportažu snimljenu u Drežnici, sjeverno od Mostara, o stravičnim svjedočanstvima nekolicine Bošnjaka, upravo puštenih iz logora u Gabeli i Dretelju. Postojanje hrvatskih logora u Hercegovini, torture i teški uvjeti života tisuća logoraša u dvama najvećim logorima pod kontrolom HVO-a, tako su postali vijest dana. Samo zahvaljujući golemim diplomatskim naporima hrvatskog ministra vanjskih poslova Mate Granića pokrenulo se njihovo zatvaranje. Granić je tada izravno razgovarao s Bobanom i Prlićem zahtijevajući žurno zatvaranje logora i prolaz za humanitarne konvoje, o čemu je sredinom srpnja 1993. u Makarskoj s bošnjačkom stranom potpisan poseban sporazum. Dok je Boban postojanje logora opravdavao riječima da se radi o zatočeničkim središtima u koje je bošnjačko pučanstvo smješteno radi vlastite sigurnosti, Prlić je shvatio da se postojanje logora više ne može ni tajiti ni braniti. Prlić je otvoreno priznao postojanje logora te, svjestan svoje uloge u njihovu nastajanju, prvi od herceg-bosanskih političara prihvatio Granićeve zahtjeve.
U tom je trenutku i Bobanu i Graniću i Prliću bilo poznato da je samo u trima bošnjačkim logorima - Jablanici, Konjicu i Bugojnu - nasilno zatočeno i torturi izloženo najmanje deset tisuća Hrvata. Preciznih podataka koliko je Hrvata zatočeno u bošnjačkim logorima u Zenici, Tarčinu i Krupanjskoj Rijeci u tom trenutku nije bilo. No čini se da je samo Graniću bilo jasno da je zatvaranje logora pod kontrolom HVO-a put kojim se zatočeni Hrvati mogu izbaviti iz bošnjačkog zatočeništva.
Ubrzo su počele stizati optužbe na račun Zagreba, a State Department je najavio da bi NATO mogao bombardirati položaje HVO-a ako se ne bude propuštala humanitarna pomoć za Bošnjake zatočene u logorima u istočnom Mostaru. Granić je u Hercegovinu poslao tročlanu delegaciju, među njima i kasnijeg Tuđmanova savjetnika za humanitama pitanja dr. Slobodana Langa, da izvide situaciju kako bi od Vlade Hrvatske Zajednice Herceg-Bosne mogao zatražiti poduzimanje energičnih mjera. Prva je bila pristup u logore djelatnicima Međunarodnog Crvenog križa. Potom je od predsjednika Tuđmana ishodio da zadnjih dana kolovoza ili prvih dana rujna 1993. Bobanu pošalje oštro pismo. Iako nevoljko, pred najavom prijetnji sankcijama prema Hrvatskoj, Franjo Tuđman je tada od Bobana zatražio da se logori odmah zatvore a zatočenici oslobode te da im se pruži sva potrebna pomoć i njega.
Upornošću i ponovnim odlaskom Mate Granića u Mostar, humanitarni konvoj uspio se probiti na lijevu obalu Neretve. Dana 24. rujna zatvoren je Dretelj, potom je zatvorena Gabela, a do konca godine i svi hrvatski logori, osim Heliodroma u kojem su zatočenici ostali sve do potpisivanja Washingtonskog sporazuma u proljeće 1994.

## Suđenja
Jadranko Prlić, Bruno Stojić, Slobodan Praljak, Milivoj Petković, Valentin Ćorić i Berislav Pušić optuženi su da su protjerivali Bošnjake iz većinski hrvatskih dijelova Bosne i Hercegovine od studenog 1991. do travnja 1994. Optužnica navodi da su zajedno uspostavili nekoliko zatvoreničkih logora, među njima logor Heliodrom i logor Dretelj, kako bi uhitili i zatvorili tisuće Bošnjaka.
Državni sud BiH donio je 20. veljače 2009. presudu kojom se Marko Radić, Dragan Šunjić, Damir Brekalo i Mirko Vračević proglašavaju krivima za zločin protiv čovječnosti u logoru Heliodromu. Bili su pripadnici 7. brigade HVO-a. Osuđeni su na 25, 21, 20 i 14 godina zatvora.